# Dicranomyia (Melanolimonia) pernigrita
Dicranomyia (Melanolimonia) pernigrita is een tweevleugelige uit de familie steltmuggen (Limoniidae). De soort komt voor in het Oriëntaals gebied.